# Нагрудный штурмовой пехотный знак
Нагрудный штурмовой пехотный знак (нем. Infanterie Sturmabzeichen) — немецкая награда в виде нагрудного знака, которой награждались солдаты и офицеры сухопутных войск вермахта и войск СС.

## Степени награды

### В серебре
Вариант награды в серебре вручался:

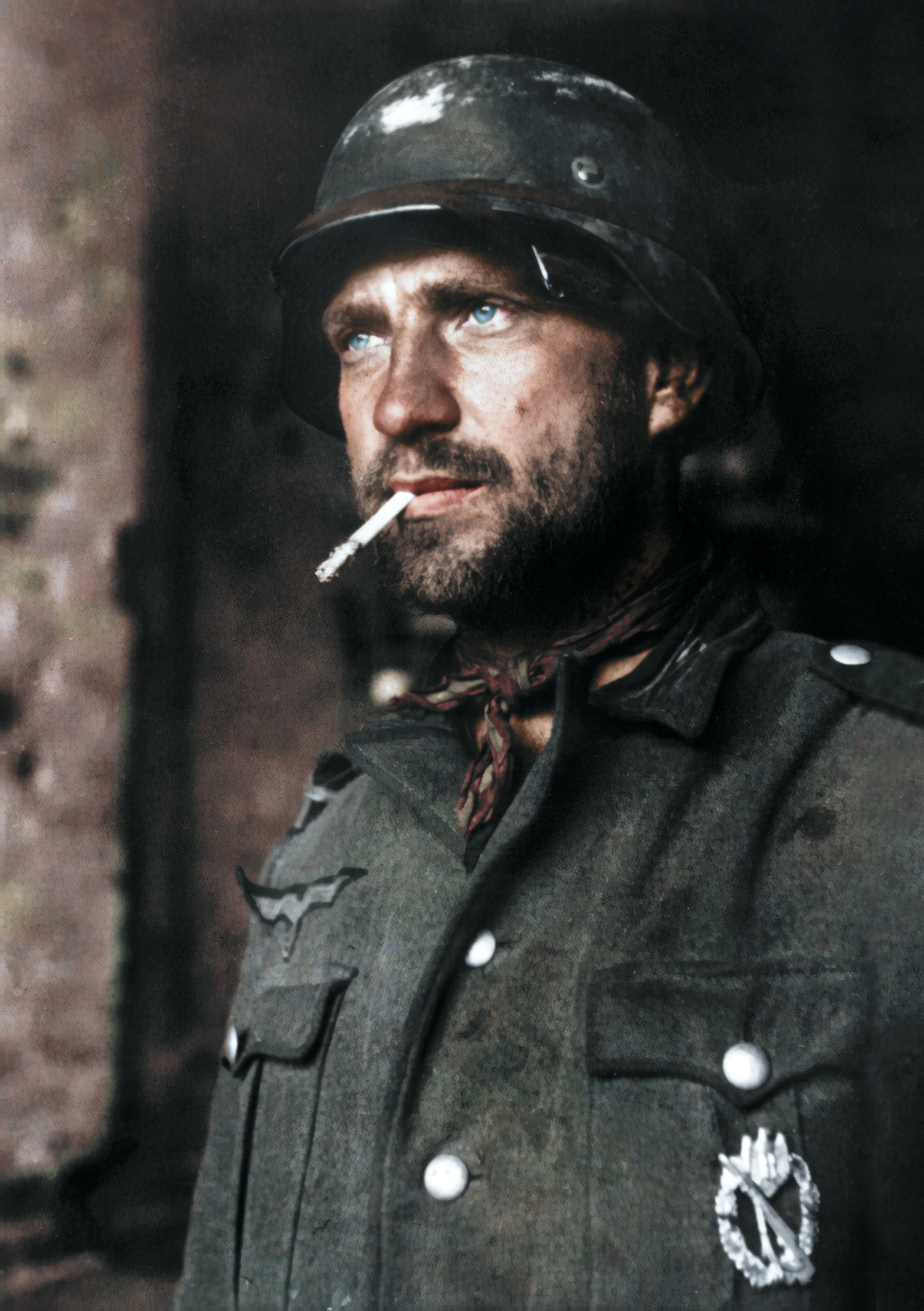
Солдат вермахта с нагрудным штурмовым пехотным знаком. Сталинград, ноябрь 1942

- За участие в трёх и более штурмовых операциях.
- За участие в трёх и более контратаках.
- За участие в трёх и более разведывательных операциях.
- За участие в рукопашной схватке.
- За отражение атак противника в трёх отдельных эпизодах.

### В бронзе
Вариант награды в бронзе вручался:
- За участие в трёх и более штурмовых операциях с участием моторизованных частей.
- За участие в трёх и более контратаках с участием моторизованных частей.
- За участие в трёх и более разведывательных операциях с участием моторизованных частей.
- За участие в рукопашной схватке на позициях механизированных частей.
- За отражение атак противника в трёх отдельных эпизодах при использовании моторизованных частей.

## Дизайн

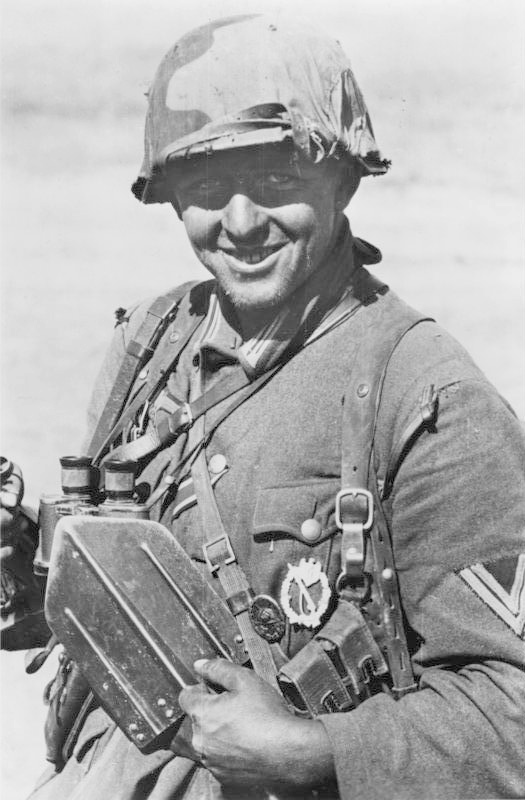
Солдат вермахта с нагрудным штурмовым пехотным знаком. Сталинград, 1942

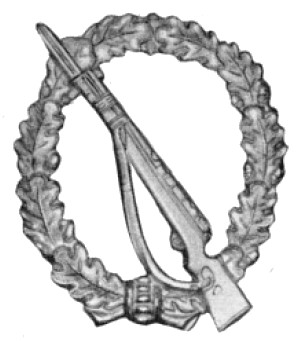
Нагрудный штурмовой знак. 1957

Нагрудный знак представляет собой венок из дубовых листьев с вплетённой в него лентой, в котором наискосок расположена винтовка типа 98k. В верхней части венка имеется нацистская эмблема — орёл, сжимающий в когтях свастику. Размеры награды — 63×48 мм.
К награде прилагался обычный набор документов с указанием имени получателя, названия части, подписью и штампом. Награда вручалась в коричневом конверте с указанием её названия.
В послевоенной Западной Германии было разрешено ношение версии в дизайне 1957 года — без нацистского орла и свастики. Ношение оригинальной версии преследовалось по закону.

## Правила ношения
Нагрудный знак носился с левой стороны сразу под Железным крестом 1-го класса или аналогичной ему наградой.
Награда вручалась непосредственно боевым командиром в полевых условиях.